# Olympische Sommerspiele 2004/Teilnehmer (Polen)
| Gelbes Symbol für Goldmedaillen mit stilisierten Olympischen Ringen | Graues Symbol für Silbermedaillen mit stilisierten Olympischen Ringen | Braundes Symbol für Bronzemedaillen mit stilisierten Olympischen Ringen |
| ------------------------------------------------------------------- | --------------------------------------------------------------------- | ----------------------------------------------------------------------- |
| 3                                                                   | 2                                                                     | 5                                                                       |

Polen nahm an den Olympischen Sommerspielen 2004 in der griechischen Hauptstadt Athen mit 194 Sportlern, 62 Frauen und 132 Männern, teil.
Seit 1924 war es die 18. Teilnahme Polens bei Olympischen Sommerspielen.

## Flaggenträger
Der Schwimmer Bartosz Kizierowski trug die Flagge Polens während der Eröffnungsfeier im Olympiastadion.

## Medaillengewinner
Mit drei gewonnenen Gold-, zwei Silber- und fünf Bronzemedaillen belegte das polnische Team Platz 23 im Medaillenspiegel.

### Gold
| Name                           | Sportart       | Wettkampf                           |
| ------------------------------ | -------------- | ----------------------------------- |
| Robert Korzeniowski            | Leichtathletik | Männer, 50 Kilometer Gehen          |
| Tomasz Kucharski & Robert Sycz | Rudern         | Männer, Leichtgewichts-Doppelzweier |
| Otylia Jędrzejczak             | Schwimmen      | Frauen, 200 Meter Schmetterling     |

### Silber
| Name(n)            | Sportart  | Wettkampf                                                    |
| ------------------ | --------- | ------------------------------------------------------------ |
| Otylia Jędrzejczak | Schwimmen | Frauen, 400 Meter Freistil & Frauen, 100 Meter Schmetterling |

### Bronze
| Name(n)                            | Sportart       | Wettkampf                       |
| ---------------------------------- | -------------- | ------------------------------- |
| Sylwia Gruchała                    | Fechten        | Frauen, Florett, Einzel         |
| Agata Wróbel                       | Gewichtheben   | Frauen, Superschwergewicht      |
| Aneta Pastuszka & Beata Sokołowska | Kanu           | Frauen, Zweier-Kajak, 500 Meter |
| Anna Rogowska                      | Leichtathletik | Frauen, Stabhochsprung          |
| Mateusz Kusznierewicz              | Segeln         | Männer, Finn-Dinghy             |

## Teilnehmer nach Sportarten

### Badminton
- Przemysław Wacha
Männer, Einzel: 1. Runde

- Michał Łogosz & Robert Mateusiak
Männer, Doppel: 2. Runde

### Bogenschießen
- Iwona Dzięcioł
Frauen, Einzel: 20. Platz
Frauen, Mannschaft: 15. Platz

- Justyna Mospinek
Frauen, Einzel: 14. Platz
Frauen, Mannschaft: 15. Platz

- Jacek Proć
Männer, Einzel: 55. Platz

- Małgorzata Sobieraj
Frauen, Einzel: 29. Platz
Frauen, Mannschaft: 15. Platz

### Boxen
- Aleksy Kuziemski
Halbschwergewicht: 1. Runde

- Andrzej Liczik
Bantamgewicht: 2. Runde

- Andrzej Rżany
Fliegengewicht: Viertelfinale

### Fechten
- Sylwia Gruchała
Frauen, Florett, Einzel: Bronze

- Aleksandra Socha
Frauen, Säbel, Einzel: 11. Platz

- Ryszard Sobczak
Männer, Florett, Einzel: 14. Platz

### Gewichtheben
- Robert Dołęga
Männer, Schwergewicht: kein gültiger Versuch beim Reißen

- Tadeusz Drzazga
Männer, Mittelschwergewicht: 13. Platz

- Aleksandra Klejnowska
Frauen, Leichtgewicht: 5. Platz

- Grzegorz Kleszcz
Männer, Superschwergewicht: 10. Platz

- Paweł Najdek
Männer, Superschwergewicht: 6. Platz

- Krzysztof Szramiak
Männer, Mittelgewicht: kein gültiger Versuch beim Stoßen

- Agata Wróbel
Frauen, Superschwergewicht: Bronze

### Judo
- Adriana Dadci
Frauen, Mittelgewicht: 1. Runde

- Grzegorz Eitel
Männer, Schwergewicht: 2. Runde

- Robert Krawczyk
Männer, Halbmittelgewicht: 5. Platz

- Anna Żemła-Krajewska
Frauen, Extraleichtgewicht: 7. Platz

- Przemysław Matyjaszek
Männer, Mittelgewicht: Repêchage

- Krzysztof Wiłkomirski
Männer, Leichtgewicht: Viertelfinale

### Kanu
- Paweł Baraszkiewicz
Männer, Zweier-Canadier, 500 Meter: 9. Platz

- Paweł Baumann
Männer, Einer-Kajak, 500 Meter: Halbfinale

- Aneta Białkowska-Michalak
Frauen, Vierer-Kajak, 500 Meter: 4. Platz

- Dariusz Białkowski
Männer, Vierer-Kajak, 1000 Meter: 8. Platz

- Małgorzata Czajczyńska
Frauen, Vierer-Kajak, 500 Meter: 4. Platz

- Rafał Głażewski
Männer, Vierer-Kajak, 1000 Meter: 8. Platz

- Daniel Jędraszko
Männer, Zweier-Canadier, 500 Meter: 9. Platz

- Tomasz Mendelski
Männer, Vierer-Kajak, 1000 Meter: 8. Platz

- Aneta Pastuszka-Konieczna
Frauen, Einer-Kajak, 500 Meter: Halbfinale
Frauen, Zweier-Kajak, 500 Meter: Bronze

- Marcin Pochwała
Männer, Zweier-Canadier, Slalom: 10. Platz

- Grzegorz Polaczyk
Männer, Einer-Kajak, Slalom: 7. Platz

- Karolina Sadalska
Frauen, Vierer-Kajak, 500 Meter: 4. Platz

- Paweł Sarna
Männer, Zweier-Canadier, Slalom: 10. Platz

- Adam Seroczyński
Männer, Einer-Kajak, 1000 Meter: Halbfinale
Männer, Vierer-Kajak, 1000 Meter: 8. Platz

- Joanna Skowroń
Frauen, Vierer-Kajak, 500 Meter: 4. Platz

- Michał Śliwiński
Männer, Zweier-Canadier, 1000 Meter: 5. Platz

- Beata Sokołowska-Kulesza
Frauen, Zweier-Kajak, 500 Meter: Bronze

- Agnieszka Stanuch
Frauen, Einer-Kajak, Slalom: 13. Platz

- Krzysztof Supowicz
Männer, Einer-Canadier, Slalom: 13. Platz

- Marek Twardowski
Männer, Zweier-Kajak, 500 Meter: 4. Platz

- Mariusz Wieczorek
Männer, Einer-Canadier, Slalom: 10. Platz

- Łukasz Woszczyński
Männer, Zweier-Canadier, 1000 Meter: 5. Platz

- Adam Wysocki
Männer, Zweier-Kajak, 500 Meter: 4. Platz

### Leichtathletik
- Michał Bartoszak
Männer, Marathon: 37. Platz

- Monika Bejnar
Frauen, 4 × 400 Meter: 5. Platz

- Lidia Chojecka
Frauen, 1500 Meter: 6. Platz

- Łukasz Chyła
Männer, 100 Meter: Viertelfinale
Männer, 4 × 100 Meter: 5. Platz

- Jakub Czaja
Männer, 3000 Meter Hindernis: Vorläufe

- Monika Drybulska
Frauen, Marathon: DNF

- Wioletta Frankiewicz
Frauen, 1500 Meter: Halbfinale

- Waldemar Glinka
Männer, Marathon: 34. Platz

- Anna Jakubczak
Frauen, 1500 Meter: 7. Platz

- Marcin Jędrusiński
Männer, 200 Meter: Halbfinale
Männer, 4 × 100 Meter: 5. Platz

- Anna Jesień
Frauen, 400 Meter Hürden: Vorläufe

- Piotr Klimczak
Männer, 400 Meter: Vorläufe
Männer, 4 × 400 Meter: Vorläufe

- Adam Kolasa
Männer, Stabhochsprung: 31. Platz in der Qualifikation

- Sylwia Korzeniowska
Frauen, 20 Kilometer Gehen: 21. Platz

- Robert Korzeniowski
Männer, 50 Kilometer Gehen: Gold

- Benjamin Kuciński
Männer, 20 Kilometer Gehen: 12. Platz

- Barbara Madejczyk
Frauen, Speerwurf: 12. Platz

- Roman Magdziarczyk
Männer, 50 Kilometer Gehen: 6. Platz

- Tomasz Majewski
Männer, Kugelstoßen: 17. Platz in der Qualifikation

- Marcin Marciniszyn
Männer, 4 × 400 Meter: Vorläufe

- Anna Pacholak
Frauen, 200 Meter: Viertelfinale

- Marek Plawgo
Männer, 400 Meter Hürden: 6. Platz
Männer, 4 × 400 Meter: Vorläufe

- Radosław Popławski
Männer, 3000 Meter Hindernis: 12. Platz

- Grażyna Prokopek
Frauen, 400 Meter: Halbfinale
Frauen, 4 × 400 Meter: 5. Platz

- Małgorzata Pskit
Frauen, 400 Meter Hürden: Halbfinale
Frauen, 4 × 400 Meter: 5. Platz

- Wioletta Potępa
Frauen, Diskuswurf: 15. Platz in der Qualifikation

- Monika Pyrek
Frauen, Stabhochsprung: 4. Platz

- Zuzanna Radecka
Frauen, 4 × 400 Meter: 5. Platz

- Anna Rogowska
Frauen, Stabhochsprung: Bronze

- Piotr Rysiukiewicz
Männer, 4 × 400 Meter: Vorläufe

- Kamila Skolimowska
Frauen, Hammerwurf: 5. Platz

- Małgorzata Sobańska
Frauen, Marathon: 17. Platz

- Grzegorz Sposób
Männer, Hochsprung: 20. Platz in der Qualifikation

- Grzegorz Sudoł
Männer, 50 Kilometer Gehen: 7. Platz

- Grażyna Syrek
Frauen, Marathon: 41. Platz

- Magdalena Szczepańska
Frauen, Siebenkampf: 21. Platz

- Zbigniew Tulin
Männer, 4 × 100 Meter: 5. Platz

- Aurelia Trywiańska-Kollasch
Frauen, 100 Meter Hürden: Vorläufe

- Marcin Urbaś
Männer, 200 Meter: Viertelfinale
Männer, 4 × 100 Meter: 5. Platz

- Joanna Wiśniewska
Frauen, Diskuswurf: 9. Platz

- Robert Wolski
Männer, Hochsprung: 25. Platz in der Qualifikation

- Krystyna Zabawska
Frauen, Kugelstoßen: 6. Platz

- Liliana Zagacka
Frauen, Dreisprung: 29. Platz in der Qualifikation

- Jan Zakrzewski
Männer, 3000 Meter Hindernis: Vorläufe

- Szymon Ziółkowski
Männer, Hammerwurf: 13. Platz in der Qualifikation

### Moderner Fünfkampf
- Paulina Boenisz
Frauen, Einzel: 10. Platz

- Sylwia Czwojdzińska
Frauen, Einzel: 6. Platz

- Marcin Horbacz
Männer, Einzel: 32. Platz

- Andrzej Stefanek
Männer, Einzel: 30. Platz

### Radsport
- Tomasz Brożyna
Männer, Straßenrennen, Einzel: 53. Platz

- Rafał Furman
Männer, Sprint, Mannschaft: 9. Platz

- Marek Galiński
Männer, Mountainbike, Cross-Country: 14. Platz

- Marcin Karczyński
Männer, Mountainbike, Cross-Country: 24. Platz

- Sławomir Kohut
Männer, Straßenrennen, Einzel: DNF
Männer, Einzelzeitfahren: 36. Platz

- Grzegorz Krejner
Männer, 1000 Meter Zeitfahren: 14. Platz

- Dawid Krupa
Männer, Straßenrennen, Einzel: 72. Platz
Männer, Einzelzeitfahren: 30. Platz

- Łukasz Kwiatkowski
Männer, Sprint, Einzel: 2. Runde
Männer, Keirin: 7. Platz
Männer, Sprint, Mannschaft: 9. Platz

- Bogumiła Matusiak
Frauen, Straßenrennen, Einzel: 42. Platz

- Radosław Romanik
Männer, Straßenrennen, Einzel: DNF

- Magdalena Sadłecka
Frauen, Mountainbike, Cross-Country: DNF

- Anna Szafraniec
Frauen, Mountainbike, Cross-Country: 11. Platz

- Sylwester Szmyd
Männer, Straßenrennen, Einzel: DNF

- Małgorzata Wysocka
Frauen, Straßenrennen, Einzel: 27. Platz

- Maja Włoszczowska
Frauen, Mountainbike, Cross-Country: 6. Platz

- Damian Zieliński
Männer, Sprint, Einzel: 7. Platz
Männer, Sprint, Mannschaft: 9. Platz

### Reiten
- Grzegorz Kubiak
Springen, Einzel: im Finale ausgeschieden

- Andrzej Pasek
Vielseitigkeit, Einzel: in der Qualifikation ausgeschieden
Vielseitigkeit, Mannschaft: 13. Platz

- Kamil Rajnert
Vielseitigkeit, Einzel: in der Qualifikation ausgeschieden
Vielseitigkeit, Mannschaft: 13. Platz

- Paweł Spisak
Vielseitigkeit, Einzel: in der Qualifikation ausgeschieden
Vielseitigkeit, Mannschaft: 13. Platz

### Rhythmische Sportgymnastik
- Justyna Banasiak, Martyna Dąbkowska, Małgorzata Ławrynowicz, Anna Mrozińska, Aleksandra Wójcik & Aleksandra Zawistowska
Frauen, Mannschaft: 10. Platz in der Qualifikation

### Ringen
- Bartłomiej Bartnicki
Schwergewicht, Freistil: 11. Platz

- Krystian Brzozowski
Mittelgewicht, Freistil: 4. Platz

- Marek Garmulewicz
Superschwergewicht, Freistil: 11. Platz

- Dariusz Jabłoński
Federgewicht, griechisch-römisch: 15. Platz

- Marek Mikulski
Superschwergewicht, griechisch-römisch: 20. Platz

- Marek Sitnik
Schwergewicht, griechisch-römisch: 10. Platz

- Radosław Truszkowski
Mittelgewicht, griechisch-römisch: 18. Platz

- Ryszard Wolny
Weltergewicht, griechisch-römisch: 17. Platz

- Włodzimierz Zawadzki
Leichtgewicht, griechisch-römisch: 16. Platz

### Rudern
- Michał Jeliński & Adam Wojciechowski
Männer, Doppelzweier: Viertelfinale

- Tomasz Kucharski & Robert Sycz
Männer, Leichtgewichts-Doppelzweier: Gold

- Magdalena Kemnitz & Ilona Mokronowska
Frauen, Leichtgewichts-Doppelzweier: 6. Platz

- Mariusz Daniszewski, Jarosław Godek, Artur Rozalski & Rafał Smoliński
Männer, Vierer ohne Steuermann: 6. Platz

- Adam Bronikowski, Marek Kolbowicz, Adam Korol & Sławomir Kruszkowski
Männer, Doppelvierer: 4. Platz

- Piotr Buchalski, Mikołaj Burda, Wojciech Gutorski, Rafał Hejmej, Sebastian Kosiorek, Dariusz Nowak, Michał Stawowski, Daniel Trojanowski & Bogdan Zalewski
Männer, Achter: 8. Platz

### Schießen
- Sylwia Bogacka
Frauen, Kleinkaliber, Dreistellungskampf: 17. Platz

- Andrzej Głyda
Männer, Skeet: 21. Platz

- Wojciech Knapik
Männer, Luftpistole: 11. Platz
Männer, Freie Scheibenpistole: 39. Platz

- Renata Mauer
Frauen, Luftgewehr: 9. Platz
Frauen, Kleinkaliber, Dreistellungskampf: 17. Platz

- Agnieszka Staroń-Nagay
Frauen, Luftgewehr: 14. Platz

### Schwimmen
- Paulina Barzycka
Frauen, 100 Meter Freistil: 19. Platz
Frauen, 200 Meter Freistil: 4. Platz

- Łukasz Drzewiński
Männer, 200 Meter Freistil: 30. Platz
Männer, 400 Meter Freistil: 14. Platz

- Otylia Jędrzejczak
Frauen, 400 Meter Freistil: Silber 
Frauen, 100 Meter Schmetterling: Silber 
Frauen, 200 Meter Schmetterling: Gold

- Bartosz Kizierowski
Männer, 50 Meter Freistil: 9. Platz

- Paweł Korzeniowski
Männer, 1500 Meter Freistil: 9. Platz
Männer, 200 Meter Schmetterling: 4. Platz

- Adam Mania
Männer, 100 Meter Rücken: 23. Platz
Männer, 200 Meter Rücken: 27. Platz

- Przemysław Stańczyk
Männer, 400 Meter Freistil: 9. Platz

### Segeln
- Monika Bronicka
Frauen, Europe: 21. Platz

- Maciej Grabowski
Laser: 11. Platz

- Mateusz Kusznierewicz
Männer, Finn-Dinghy: Bronze

- Przemysław Miarczyński
Männer, Windsurfen: 5. Platz

- Zofia Noceti-Klepacka
Frauen, Windsurfen: 12. Platz

- Marcin Czajkowski & Krzysztof Kierkowski
49er: 18. Platz

- Tomasz Jakubiak & Tomasz Stańczyk
Männer, 470er: 21. Platz

### Taekwondo
- Aleksandra Uścińska
Frauen, Federgewicht: 11. Platz

### Tennis
- Mariusz Fyrstenberg & Marcin Matkowski
Männer, Doppel: 1. Runde

### Tischtennis
- Lucjan Błaszczyk
Männer, Einzel: 3. Runde
Männer, Doppel: Viertelfinale

- Tomasz Krzeszewski
Männer, Einzel: 2. Runde
Männer, Doppel: Viertelfinale

### Volleyball (Halle)
- Herrenteam
5. Platz

- Kader
Michał Bąkiewicz
Piotr Gabrych
Arkadiusz Gołaś
Piotr Gruszka
Krzysztof Ignaczak
Łukasz Kadziewicz
Dawid Murek
Radosław Rybak
Andrzej Stelmach
Sebastian Świderski
Robert Szczerbaniuk
Paweł Zagumny